# Digitalis trojana
Digitalis trojana är en grobladsväxtart som beskrevs av Ivan.. Digitalis trojana ingår i släktet fingerborgsblommor, och familjen grobladsväxter. Inga underarter finns listade i Catalogue of Life.

## Bildgalleri

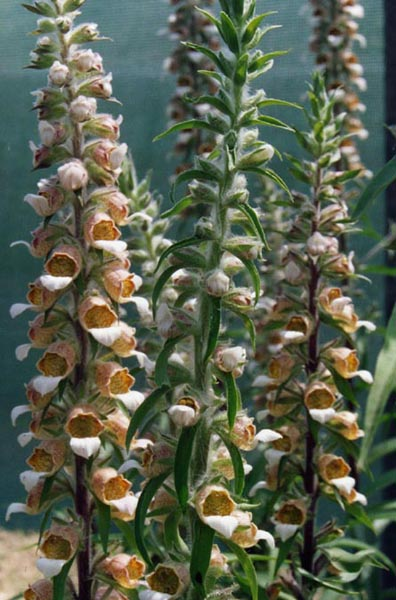